# 15 de setembro
15 de setembro é o 258.º dia do ano no calendário gregoriano (259.º em anos bissextos). Faltam 107 dias para acabar o ano.

## Eventos históricos

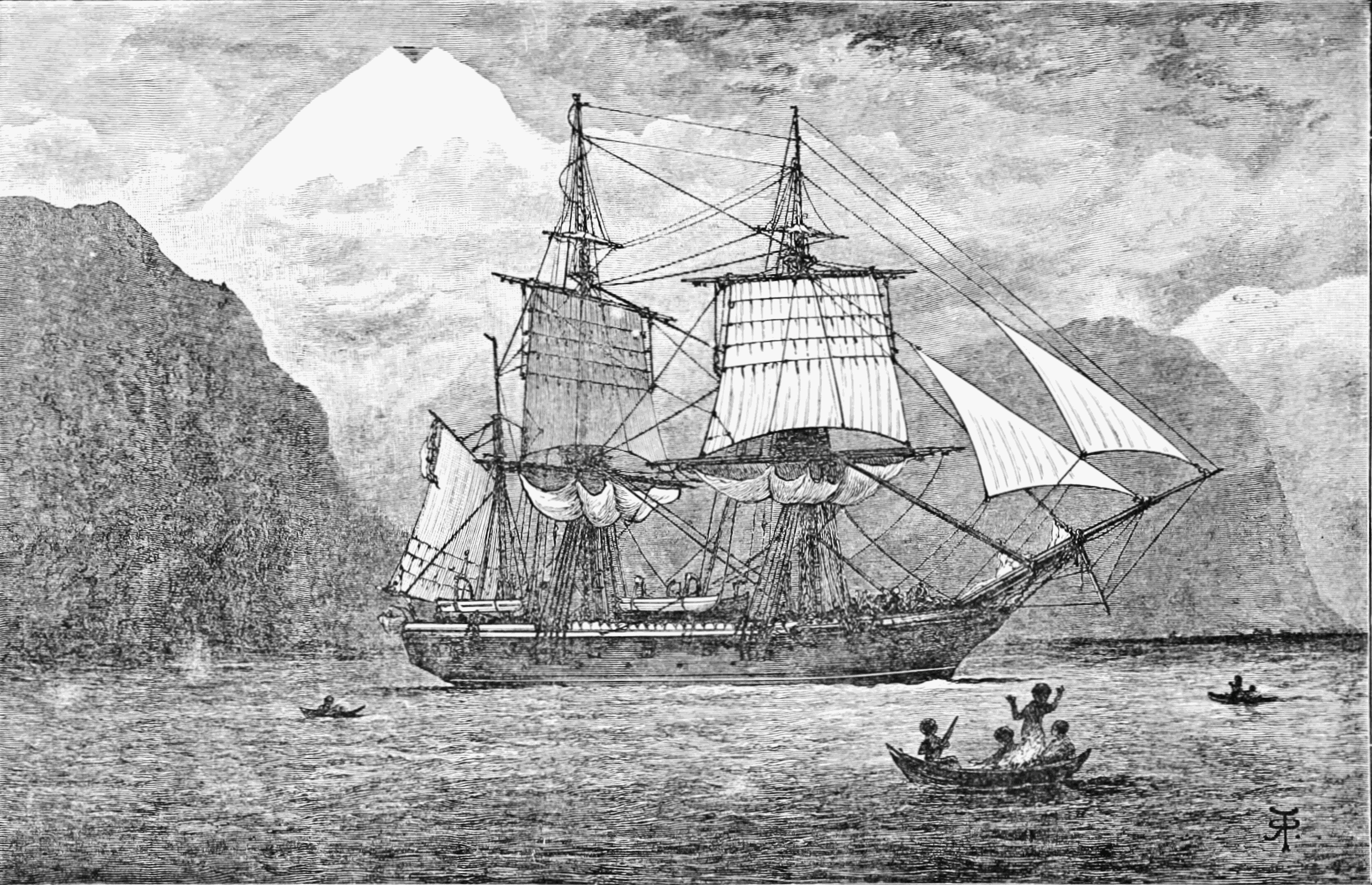
1835: O HMS Beagle chega às Galápagos

1894: Batalha de Pyongyang

- 0668 — O Imperador Romano Oriental Constante II é assassinado em seu banho em Siracusa, na Itália.
- 0994 — Maior vitória fatímida sobre o Império Bizantino na Batalha do Orontes.
- 1054 — Fernando Magno derrota o irmão Garcia III de Navarra em Atapuerca.
- 1440 — Gilles de Rais, um dos primeiros assassino em série conhecido, é levado sob custódia após uma acusação feita contra ele por Jean de Malestroit, Bispo de Nantes.
- 1556 — Partindo de Flessingue, o ex-Imperador do Sacro Império Romano Carlos V retorna à Espanha
- 1588 — A chamada "Armada Invencível" enviada pelo rei católico Filipe II da Espanha para derrubar a rainha protestante Elizabeth I da Inglaterra sofre uma derrota esmagadora no Canal da Mancha.
- 1590 — Conclave papal: Giambattista Castagna é eleito Papa Urbano VII.
- 1644 — Conclave papal: Giambattista Pamphili é eleito Papa Inocêncio X.
- 1776 — Guerra Revolucionária Americana: as forças britânicas desembarcam em Kip's Bay durante a Campanha de Nova York.
- 1794 — Guerras revolucionárias francesas: Arthur Wellesley (mais tarde Duque de Wellington) faz seu primeiro combate na Batalha de Boxtel durante a Campanha de Flandres.
- 1795 — O Reino Unido toma a Colônia Holandesa do Cabo na África Austral para impedir seu uso pela República Batava.
- 1812 — O Grande Armée sob Napoleão chega ao Kremlin em Moscou.
- 1820 — Revolução constitucionalista em Lisboa, Portugal.
- 1821 — A Capitania Geral da Guatemala declara sua independência da Espanha.
- 1835 — O HMS Beagle, com Charles Darwin a bordo, chega às Ilhas Galápagos. O navio aterra em Chatham ou San Cristobal, a parte mais oriental do arquipélago.
- 1873 — Guerra Franco-Prussiana: As últimas tropas do Exército Imperial Alemão deixam a França após a conclusão do pagamento da indenização.
- 1894 — Primeira Guerra Sino-Japonesa: o Japão derrota a dinastia Qing da China na Batalha de Pyongyang.
- 1903 — O Grêmio Football Porto-Alegrense é fundado.
- 1915 — Movimento da Nova Cultura: Chen Duxiu funda a revista Nova Juventude em Xangai.[1]
- 1916 — Primeira Guerra Mundial: os tanques são usados pela primeira vez em batalha, na Batalha do Somme.
- 1918 — Primeira Guerra Mundial: as tropas aliadas rompem as defesas búlgaras na Frente da Macedônia.
- 1935
  - As Leis de Nuremberg privam os judeus alemães da cidadania.
  - A Alemanha nazista adota uma nova bandeira nacional com a suástica.
- 1940 — Segunda Guerra Mundial: o clímax da Batalha da Grã-Bretanha, quando a Força Aérea Real abate grande número de aeronaves da Luftwaffe.
- 1942 — Segunda Guerra Mundial: o porta-aviões USS Wasp, da Marinha dos Estados Unidos, é afundado por torpedos japoneses em Guadalcanal.
- 1944
  - Força Expedicionária Brasileira, sob o comando do Marechal Mascarenhas de Morais, parte para a guerra na Itália.
  - Começa a Batalha de Peleliu quando a 1.ª Divisão de Fuzileiros Navais dos Estados Unidos e a 81.ª Divisão de Infantaria do Exército dos Estados Unidos atingem as praias de cor branca e laranja sob fogo pesado da infantaria e da artilharia japonesas.
  - Franklin D. Roosevelt e Winston Churchill se encontram em Quebec como parte da Segunda Conferência de Quebec para discutir a estratégia da guerra.

- 1947 — O tufão Kathleen atinge a região de Kanto, no Japão, matando cerca de 1 000 a 2 000 pessoas.[2]
- 1948 — O Exército Indiano captura as cidades de Jalna, Latur, Mominabad, Suryapet e Narketpally como parte da Operação Polo.
- 1950 — Guerra da Coreia: forças dos Estados Unidos desembarcam em Inchon.
- 1952 — A Organização das Nações Unidas cede a Eritreia à Etiópia.
- 1959 — Nikita Khrushchev torna-se o primeiro líder soviético a visitar os Estados Unidos.
- 1962 — O navio soviético Poltava se dirige a Cuba, um dos eventos que movimentam a Crise dos mísseis de Cuba.
- 1965 — O Papa Paulo VI estabelece o Sínodo dos Bispos.
- 1968 — A espaçonave soviética Zond 5 é lançada, tornando-se a primeira espaçonave a voar ao redor da Lua e reentrar na atmosfera da Terra.
- 1971 — O primeiro navio do Greenpeace parte de Vancouver para protestar contra o próximo teste de armas nucleares Cannikin no Alasca.
- 1975 — O departamento francês da "Córsega" (a ilha da Córsega) é dividido em dois: Alta Córsega e Córsega do Sul.
- 1983 — O primeiro-ministro israelense, Menachem Begin, renuncia.
- 1995 — O voo 2133 da Malaysia Airlines cai no aeroporto de Tawau, na Malásia, matando 34 pessoas.
- 2008 — O banco norte-americano Lehman Brothers declara falência, o que foi considerado o ápice da crise financeira de 2008-2009.
- 2020 — Ocorre em Washington, D.C. a assinatura do Acordo para a normalização das relações entre Bahrein e Israel, normalizando as relações entre Israel e duas nações árabes, os Emirados Árabes Unidos e o Bahrein.
- 2022 — São descobertos 445 corpos em Izium, leste da Ucrânia, revelando crimes de guerra da Rússia.

## Nascimentos

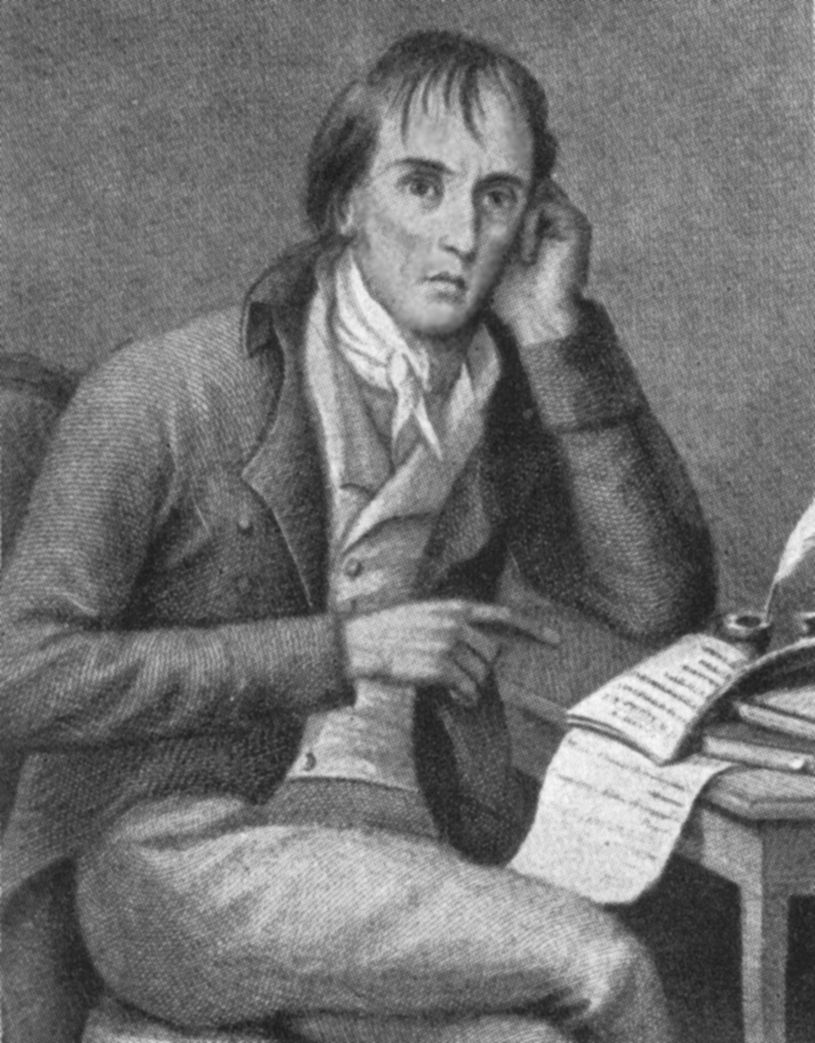
Manuel Maria Barbosa du Bocage

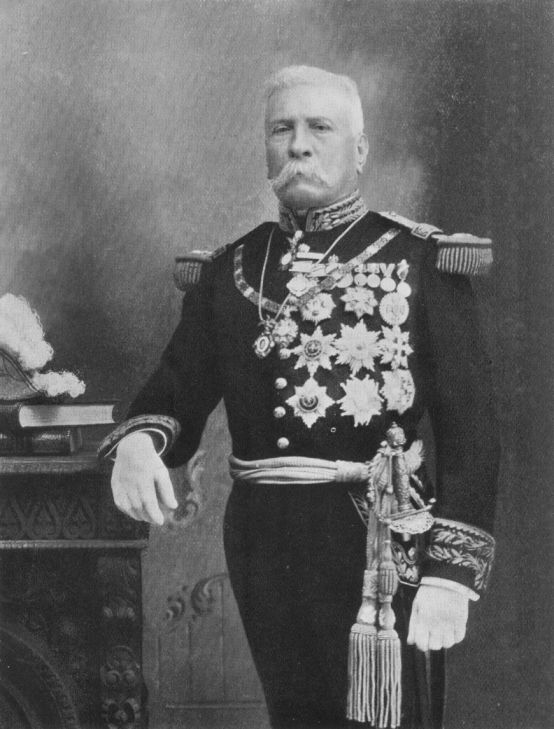
Porfirio Díaz

Agatha Christie

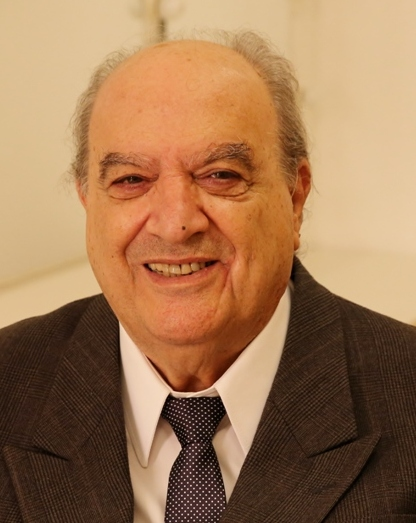
Antônio Abujamra

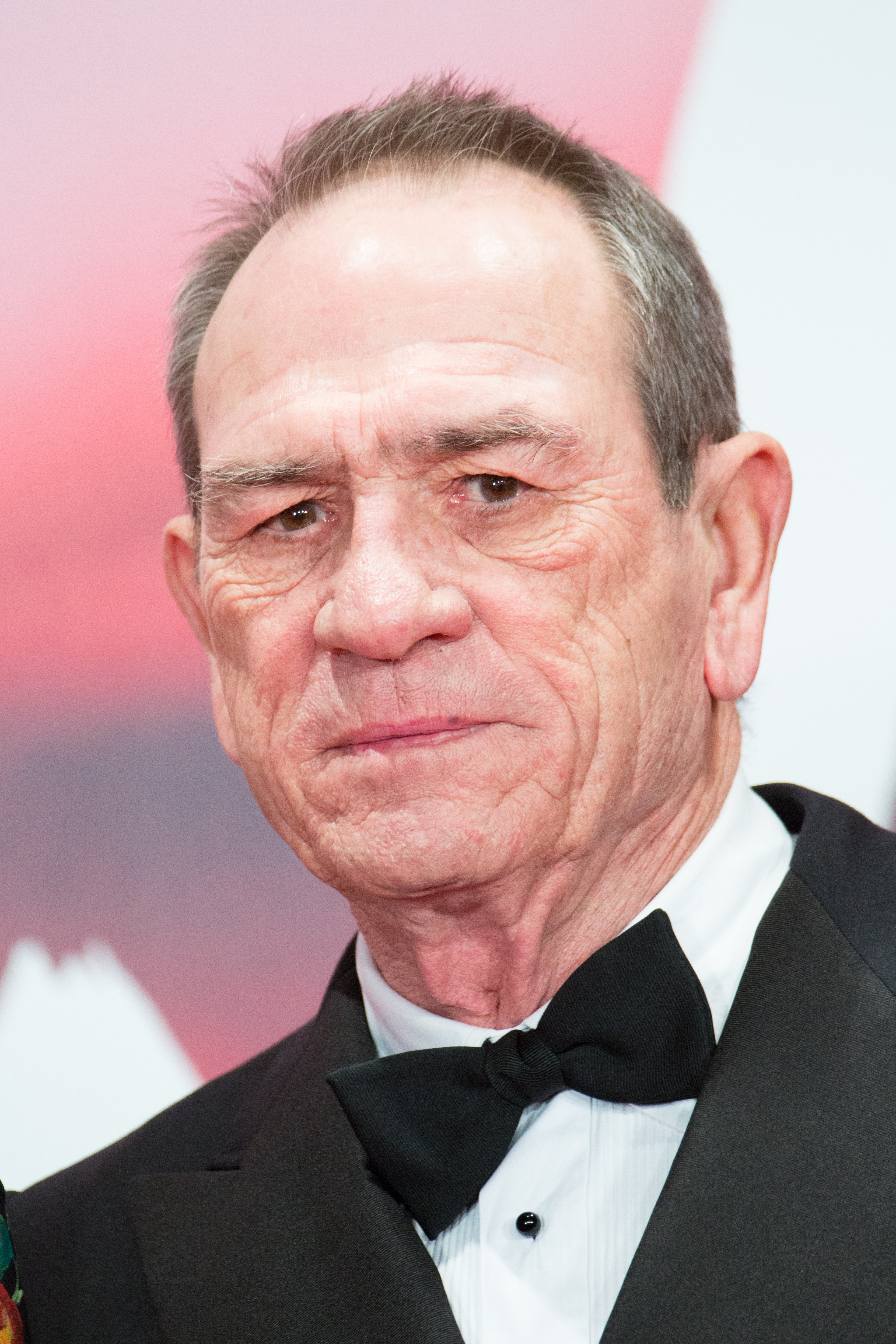
Tommy Lee Jones

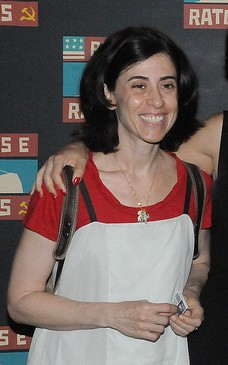
Fernanda Torres

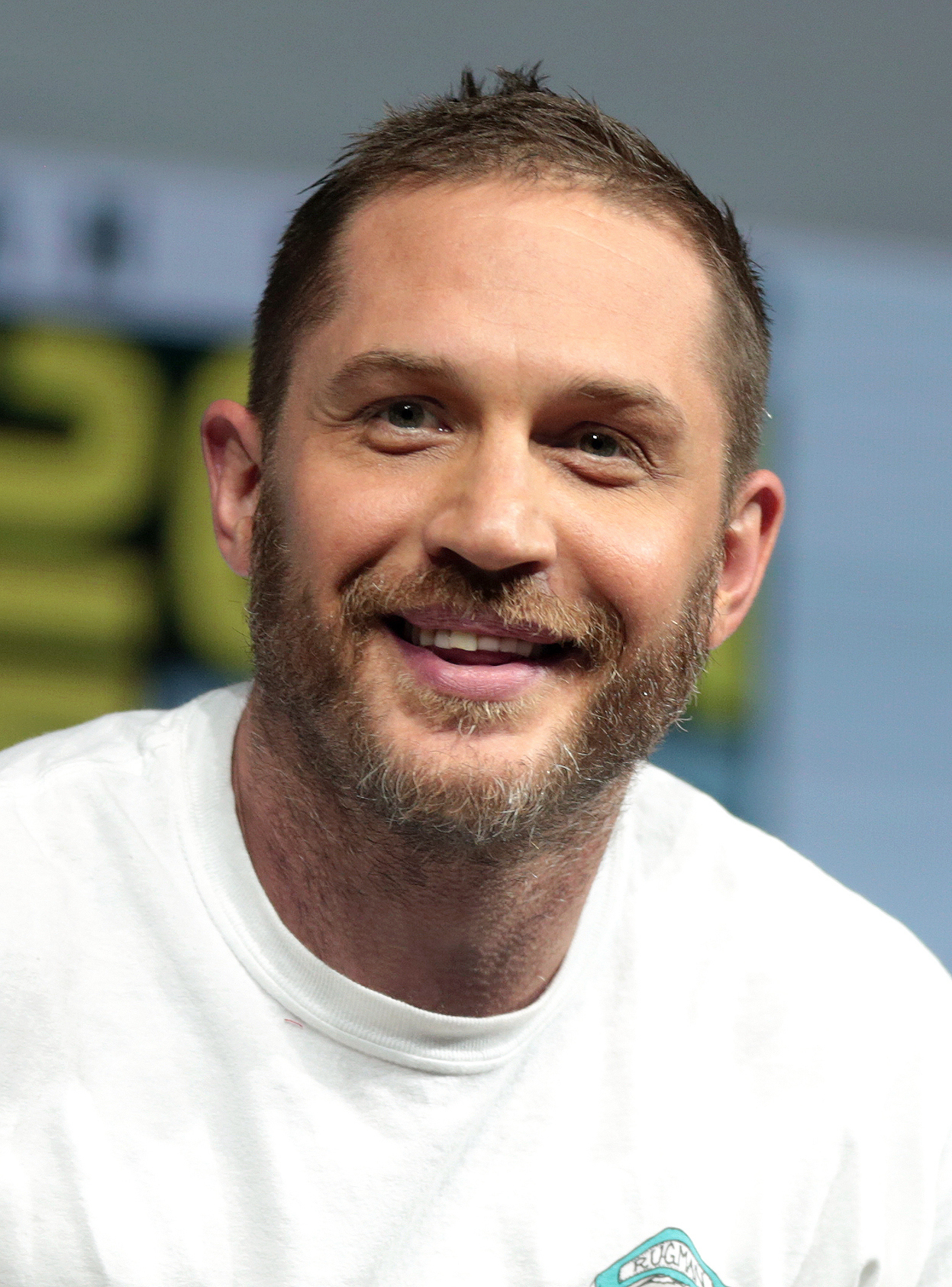
Tom Hardy

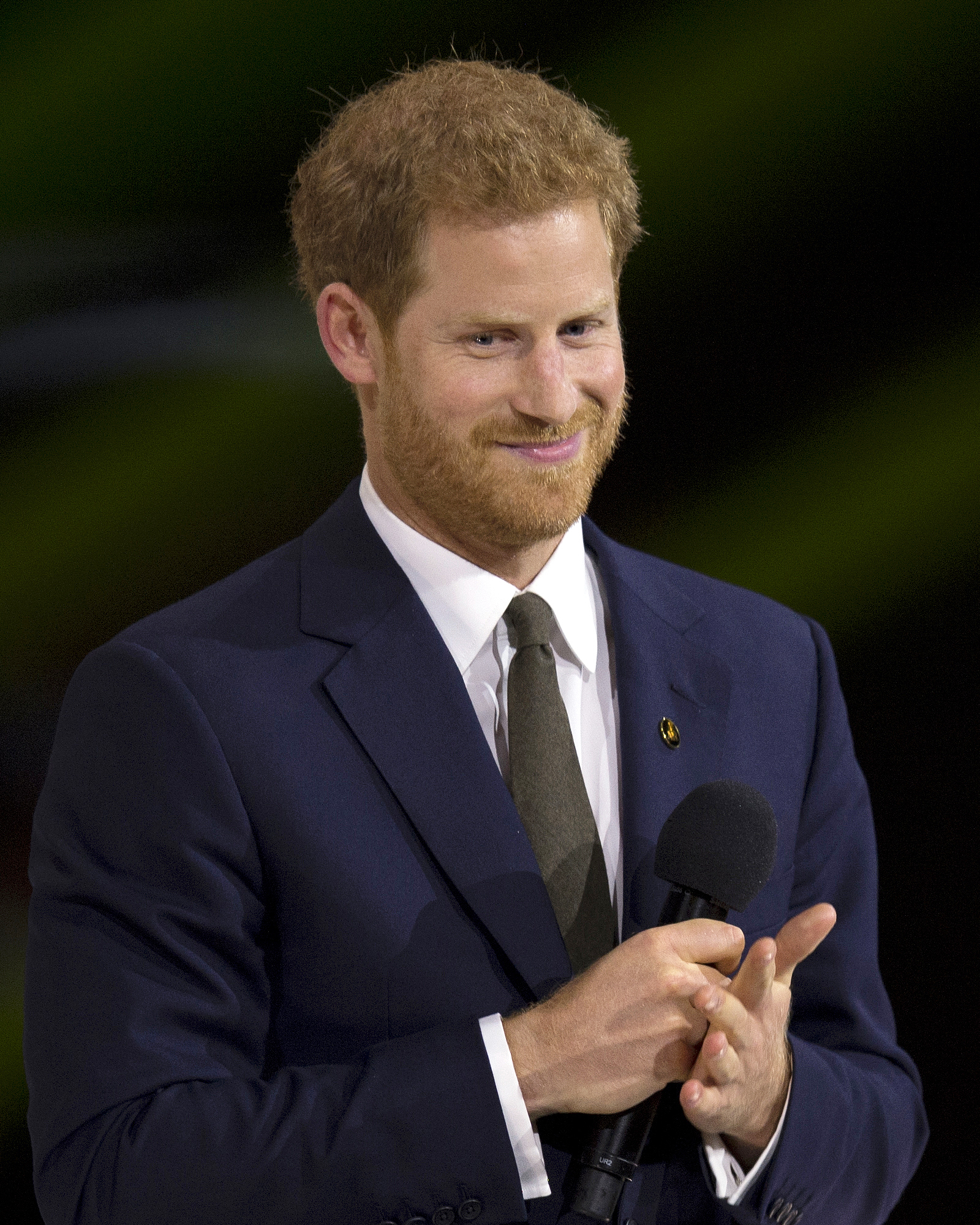
Henrique, Duque de Sussex

### Anterior ao século XIX
- 0767 — Saicho, monge japonês (m. 822).
- 1254 — Marco Polo, mercador e explorador veneziano (m. 1324).[3]
- 1326 — Iolanda de Dampierre, condessa de Bar (m. 1395).
- 1453 — Infante Afonso de Castela (m. 1468).
- 1533 — Catarina de Áustria, Rainha da Polónia (m. 1572).
- 1572 — Erasmus Widmann, compositor alemão (m. 1634).
- 1613 — François de La Rochefoucauld, escritor francês (m. 1680).
- 1649 — Titus Oates, padre e conspirador inglês (m. 1702).
- 1666 — Sofia Doroteia de Brunsvique-Luneburgo, princesa eleitora de Hanôver (m. 1726).
- 1685 — Gottfried Kirchhoff, compositor alemão (m. 1746).
- 1708 — Emília de Promnitz-Pless, princesa de Anhalt-Köthen (m. 1732).
- 1715 — Jean-Baptiste Vaquette de Gribeauval, oficial de artilharia e engenheiro francês (m. 1789).
- 1736 — Jean Sylvain Bailly, político e astrónomo francês (m. 1793).
- 1759 — Cornelio Saavedra, militar e estadista argentino (m. 1829).
- 1765 — Bocage, poeta português (m. 1805).
- 1789 — James Fenimore Cooper, romancista, contista e historiador americano (m. 1851).
- 1793 — Cândido José de Araújo Viana desembargador e político brasileiro (m. 1875).

### Século XIX
- 1822 — Henry Morley, escritor britânico (m. 1894).
- 1830 — Porfirio Díaz, político mexicano (m. 1915).
- 1850 — Guerra Junqueiro, político, jornalista, escritor e poeta português (m. 1923).
- 1856 — José Júlio Sousa Pinto, pintor português (m. 1939).
- 1857 — William Howard Taft, político americano (m. 1930).
- 1881 — Ettore Bugatti, empresário e engenheiro italiano (m. 1947).
- 1883 — Henrique José de Souza ocultista brasileiro (m. 1963).
- 1890 — Agatha Christie, escritora britânica (m. 1976).
- 1894 — Jean Renoir, cineasta francês (m. 1979).

### Século XX

#### 1901–1950
- 1904
  - Tom Conway, ator americano (m. 1967).
  - Humberto II da Itália (m. 1983).
- 1910 — Antônio Lemos Barbosa, padre brasileiro, professor universitário de língua tupi (m. 1970).
- 1915 — Helmut Schön, treinador de futebol alemão (m. 1996).
- 1924 — Lucebert, artista neerlandês (m. 1994).
- 1932 — Antônio Abujamra, ator, apresentador e diretor teatral brasileiro (m. 2015).
- 1933
  - Monica Maughan, atriz australiana (m. 2010).
  - Quarentinha, ex-futebolista brasileiro (m. 1996).
  - Rubem Alves, psicanalista, educador, teólogo e escritor brasileiro (m. 2014).
- 1937
  - Fernando de la Rúa, político argentino (m. 2019).
  - Giuseppe Puglisi, sacerdote italiano (m. 1993).
- 1938 — Lya Luft, escritora brasileira (m. 2021).
- 1942 — Wen Jiabao, político chinês.
- 1945 — Carmen Maura, atriz espanhola.
- 1946
  - Oliver Stone, diretor cinematográfico e roteirista estadunidense.
  - Tommy Lee Jones, ator estadunidense.
  - Ola Brunkert, músico sueco (m. 2008).
- 1950 — Al Bernstein, escritor e comentarista esportivo norte-americano.

#### 1951–2000
- 1951 — Federico Jiménez Losantos, jornalista espanhol.
- 1956 — Juan Ramón Carrasco, treinador e ex-futebolista uruguaio.
- 1964
  - Gabriela Rivero, atriz mexicana.
  - Robert Fico, político eslovaco.
- 1965 — Fernanda Torres, atriz brasileira.
- 1966 — Rose Nascimento, cantora brasileira.
- 1968 — Angelita Feijó, atriz, socialite e ex-modelo brasileira.
- 1969 — Márcio Santos, ex-futebolista brasileiro.
- 1972 — Letícia da Espanha, rainha consorte da Espanha.
- 1973 — Daniel, Duque da Gotalândia Ocidental.
- 1975
  - Danilo Aceval, futebolista paraguaio.
  - Tom Dolan, nadador americano.
- 1977 — Tom Hardy, ator britânico.
- 1978 — Casey McPherson, músico americano.
- 1979 — Amy Davidson, atriz norte-americana.
- 1980
  - Jolin Tsai, cantora taiwanesa.
  - Sorocaba, cantor brasileiro.
- 1982 — Edmilson, futebolista brasileiro.
- 1984
  - Henrique, Duque de Sussex, nobre britânico.
  - Maxi Biancucchi, futebolista argentino.
  - Renato Cajá, futebolista brasileiro.
- 1985 — Kayden Kross, atriz norte-americana.
- 1986 — Vítor Júnior, futebolista brasileiro.
- 1987 — Christian Cooke, ator britânico
- 1988 — Chelsea Staub, atriz estadunidense.
- 1989
  - Henrique Dourado, futebolista brasileiro.
  - Steliana Nistor, ginasta romena.
  - Saliou Ciss, futebolista senegalês.
- 1990 — Matt Shively, ator norte-americano.
- 1991 — Santiago Montoya Muñoz, futebolista colombiano.
- 1992 — Jae Park, cantor argentino de origem sul-coreana.
- 1994 — Wout van Aert, ciclista belga.
- 1995 — Awer Mabil, futebolista australiano.
- 1998 — MC Kevinho, cantor brasileiro.
- 1999 — Jaren Jackson Jr., basquetebolista americano.

### Século XXI
- 2001 — Emma Fuhrmann, atriz americana.
- 2004 — David Popovici, nadador romeno

## Mortes

### Anterior ao século XIX
- 0668 — Constante II, imperador bizantino (n. 630).
- 1231 — Luís I da Baviera (n. 1173).
- 1504 — Isabel, Duquesa da Baviera-Landshut (n. 1478).
- 1510 — Catarina de Gênova, santa e mística italiana (n. 1447).
- 1596 — Leonhard Rauwolf, médico, botânico e explorador alemão (n. 1535).
- 1700 — André Le Nôtre, paisagista francês (n. 1613).

### Século XIX
- 1803 — Gian Francesco Albani, cardeal italiano (n. 1720).
- 1830
  - Joaquim Xavier Curado, militar e político brasileiro (n. 1746).
  - William Huskisson, estadista britânico (n. 1770).
- 1842 — Francisco Morazán, político hondurenho (n. 1792).
- 1859 — Isambard Kingdom Brunel, arquiteto, inventor e engenheiro britânico (n. 1806).
- 1864 — John Hanning Speke, oficial britânico (n. 1827).
- 1874 — António de Almeida Portugal, nobre e escritor miguelista português (n. 1794).
- 1883 — Joseph Plateau, físico belga (n. 1801).

### Século XX
- 1939 — Rodolpho von Ihering, zoólogo e biólogo brasileiro (n. 1883).
- 1945 — Anton Webern, compositor austríaco (n. 1883).
- 1965 — António Anastácio Gonçalves, médico e colecionador português (n. 1888).
- 1968 — Josef Kentenich, padre católico alemão (n. 1885).
- 1987 — Leon Hirszman, cineasta brasileiro (n. 1937).
- 1991 — Ney Galvão, estilista brasileiro (n. 1952).
- 1993 — Giuseppe Puglisi, sacerdote italiano (n. 1937).
- 1995 — Costinha, humorista e ator brasileiro (n. 1923).

### Século XXI
- 2001 — Frederick de Cordova, cineasta e produtor de TV estadunidense (n. 1910).
- 2004 — Johnny Ramone, guitarrista norte-americano (n. 1948).
- 2006 — Rodney Gomes, dublador brasileiro (n. 1936).
- 2007 — Colin McRae, automobilista britânico (n. 1968).
- 2008
  - Richard Wright, músico britânico (n. 1943).
  - Gedeone Malagola, desenhista e editor de histórias em quadrinhos brasileiro (n. 1924).
- 2009 — Pedro Kassab, médico e escritor brasileiro (n. 1930).
- 2011 — Otakar Vávra, cineasta tcheco (n. 1911).
- 2016 — Domingos Montagner, ator brasileiro (n. 1962).
- 2017
  - Harry Dean Stanton, ator norte-americano (n. 1926).
  - Pedro Irujo, empresário e político espanhol (n. 1930).
- 2018 — Warwick Kerr, geneticista, engenheiro agrônomo, entomólogo, pesquisador e professor universitário brasileiro (n. 1922).
- 2019
  - Ric Ocasek, cantor, compositor, produtor musical e pintor estadunidense (n. 1944).
  - Roberto Leal, cantor, compositor e ator português (n. 1951).
- 2022 — Saul Kripke, filósofo e lógico norte-americano (n. 1940).
- 2024 — Tito Jackson, músico estadunidense (n. 1953).

## Feriados e eventos cíclicos

### Mundo
- Dia Internacional da Democracia
- Dia Mundial de Conscientização sobre Linfomas

### Portugal
- Nascimento de Bocage - Feriado municipal em Setúbal
- Festas de Santa Luzia - Feriado municipal no Fundão

### Brasil
- Dia do Cliente
- Dia do Musicoterapeuta
- Feriado municipal em Caruaru (Pernambuco), Pará de Minas (Minas Gerais), Magé (Rio de Janeiro) Juazeiro do Norte (Ceará) e dezenas de outros municípios pelo Brasil - dia da padroeira Nossa Senhora das Dores.
- Aniversário do município de Barra do Garças, no Mato Grosso
- Aniversário do município de Piedade de Caratinga, em Minas Gerais
- Aniversário do município de Casimiro de Abreu, no Rio de Janeiro
- Aniversário dos municípios de Jaguariaíva e Ponta Grossa, no Paraná
- Aniversário dos municípios de Avaré e Limeira, em São Paulo

### Cristianismo
- Catarina de Gênova
- Nicetas, o Godo
- Nossa Senhora das Dores
- Virgem do Caminho

## Outros calendários
- No calendário romano era o 17.º dia (XVII) antes das calendas de outubro.
- No calendário litúrgico tem a letra dominical F para o dia da semana.
- No calendário gregoriano a epacta do dia é ix.